# Ron Packard
Ron Packard właściwie Ronald C. Packard (ur. 19 stycznia 1931 w Meridian) – amerykański polityk, członek Partii Republikańskiej.

## Działalność polityczna
Od 1976 zasiadał w Radzie Miasta, a od 1978 do 1982 był burmistrza miasta Carlsbad. W okresie od 3 stycznia 1983 do 3 stycznia 1993 był przez pięć kadencję przedstawicielem 43. okręgu, od 3 stycznia 1993 do 3 stycznia 2001 przez cztery kadencje nowo utworzonego 48. okręgu wyborczego w stanie Kalifornia w Izbie Reprezentantów Stanów Zjednoczonych.